# Noble, My Love
Noble, My Love (en hangul, 고결한 그대) también conocida como The Noble You, es un web drama de comedia-romance surcoreano, emitida originalmente durante el 2015 y protagonizada por Sung Hoon y Kim Jae Kyung. Fue trasmitida por Naver TV Cast desde el 23 de agosto del 2015 al 17 de septiembre del 2015, con una longitud de 20 episodios al aire las noches de los domingos a jueves 24:00 (KST)

## Sinopsis
Este drama cuenta el romance entre Lee Kang Hoon que es un heredero plutócrata y Cha Yoon Seo que es una veterinaria de aspecto atractiva, inocente y encantadora. Un día Lee Kang Hoon es secuestrado y cuando consigue liberarse llega hasta la clínica veterinaria de Cha Yoon Seo, la cual, le salva la vida y cuida de él toda la noche. Más tarde él se empeña en devolverle el favor. Ahí comenzará una relación amor-odio entre los dos protagonistas.

## Reparto
- Sung Hoon como Lee Kang Hoon.
- Kim Jae Kyung como Cha Yoon Seo.
- Park Eun-seok como Woo Sang Hyun.
- Kim Dong Suk como Lee Kang Joon.
- Park Shin Woon como secretario Kang.
- Lee Seung Yun como Heo Jin Kyung.
- Seo Young como Moon Yoo Ra.
- Lee Bit Na como Choi Ra Mi.
- Seo Geun Soo como Cha Yoon Soo.

## Producción
- Obra original: The Noble You (고결한그대) por Go Gyul (고결)
- Director: Kim Yang Hee (김양희)
- Guionista: Ji Soo Hyun (지수현)

## Banda sonora
| Parte 1                                                                               | Canción/es                                                                |
| ------------------------------------------------------------------------------------- | ------------------------------------------------------------------------- |
| Artista: Roi & Kim Jae Kyung (Rainbow) Fecha de lanzamiento: 11 de septiembre de 2015 | 시작인가요 (Is This The Start) 시작인가요 (Is This The Start) (Inst.)     |
| Parte 2                                                                               | Canción/es                                                                |
| Artista: Kim So Hyun Fecha de lanzamiento: 18 de septiembre de 2015                   | 쉬운 게 없구나 (Nothing Is Easy) 쉬운 게 없구나 (Nothing Is Easy) (Inst.) |
| Parte 3                                                                               | Canción/es                                                                |
| Artista: Roi Fecha de lanzamiento: 25 de septiembre de 2015                           | 쉬운 게 없구나 (Nothing Is Easy) (Roi Solo Ver.)                          |
| Parte 4                                                                               | Canción/es                                                                |
| Artista: Roi Fecha de lanzamiento: 2 de octubre de 2015                               | 시작인가요 (Is This The Start) (Roi Solo Ver.)                            |